# جماعة الأهالي
جماعة الأهالي جمعية سياسية عراقية أسست في سنة 1932. يعتبرها المؤرخون نواة العمل السياسي الديموقراطي في العراق الحديث. تكونت من فئة متعلمة من خريجي المعاهد العليا، ومن عناصر وطنية تطالب بالاستقلال السياسي ببعده الاجتماعي، والعناية بمصالح الأهالي أي الشعب. إنطلقت الجماعة من صحيفة الأهالي التي بدأت بالصدور بسنة 1932. تم تمثيل الجماعة بواجهة سياسية عن طريق حزب الشعبية الذي أسس بكانون أول/يناير 1934. كان أشهر أعضائها محمد جعفر أبو التمن وحسين جميل وعبد القادر إسماعيل ومحمد حديد وعبدالفتاح ابراهيم وكامل الجادرجي وعزيز شريف وحكمت سليمان.
يصف المؤلفون الجماعة بأنها عراقوية، أي تؤمن بهوية جامعة للعراقيين عابرة للمذاهب والطوائف والأعراق.
أدت تناقضات «جماعة الأهالي» إلى تفككها على أساس ذراتها الأيديولوجية المكونة، ليذهب الشيوعيون لتأسيس لجنة مكافحة الاستعمار والاستثمار في 31 آذار (مارس) 1934 (وتحول اسم اللجنة إلى الحزب الشيوعي العراقي بسنة 1935)، والليبراليون، بقيادة كامل الجادرجي ومحمد حديد، إلى الحزب الوطني الديموقراطي المؤسس عام 1946، وأسس المؤمنون بالقومية العربية في النهاية، بعد قمع بريطانيا لحركة الكيلاني، حزب الاستقلال في 1946.